# Hans Strijbosch
Hans Strijbosch (23 juli 1956) is een Nederlands voormalig voetballer die in Nederland uitkwam voor PSV, Helmond Sport en Eindhoven. Later speelde hij in België nog voor Witgoor Dessel. Hij speelde als middenvelder.